# 創生控股
創生控股有限公司（前港交所上市編號：0325）是一家中國的醫療設備製造商，主要生產骨科產品生產商，旗下品牌包括「創生」及「奧斯邁」。

## 历史
前身為「武进县牛塘医疗器械厂」。2010年6月，創生控股在香港進行公開招股，招股價為2.38至3.57港元，集資金額為5.07億至7.6億港元。創生控股在2010年6月29日在香港交易所上市。2013年1月，Stryker Corporation宣佈以每股7.5元，全購創生控股所有已發行股份，總代價為約59.22億元。
而最後則在2013年3月4日於港交所從中除牌。

## 外部連結
- 創生控股公司網站 （页面存档备份，存于）